# 22 frimaire
22 brumaire 22 nivôse
Le duodi 22 frimaire, officiellement dénommé jour de la bruyère, est le 82e jour de l'année du calendrier républicain.
C'était généralement le 12e jour du mois de décembre dans le calendrier grégorien.